# 체사레 카사데이
체사레 카사데이(Cesare Casadei, 2003년 1월 10일 ~ )는 이탈리아의 축구 선수로 현재 세리에 A의 토리노에서 미드필더로 뛰고 있다.

## 수상

### 국가대표팀
이탈리아 U-20
- FIFA U-20 월드컵 : 준우승 (2023)

### 개인
- FIFA U-20 월드컵 골든볼 : 2023
- FIFA U-20 월드컵 득점왕 : 2023 (7골)